# Rivière La Guerre
La rivière La Guerre est un tributaire de la rive-sud du lac Saint-François lequel est traversé vers l'est par le fleuve Saint-Laurent. Cette rivière traverse les municipalités de Sainte-Barbe (MRC Beauharnois-Salaberry) et de Saint-Anicet, dans la municipalité régionale de comté (MRC) de Le Haut-Saint-Laurent, dans la région administrative de la Montérégie, dans la Province de Québec, au Canada.

## Géographie
Les bassins versants voisins de la rivière Saint-Louis sont :
- côté nord : lac Saint-François, fleuve Saint-Laurent ;
- côté est : ruisseau Doyon, rivière Saint-Louis ;
- côté sud : rivière Châteauguay, rivière aux Outardes ;
- côté ouest : ruisseau Quenneville, lac Saint-François, fleuve Saint-Laurent.

La tête de la rivière La Guerre (coulant vers le sud-ouest) est connexe à la tête de la rivière Saint-Louis (Beauharnois) laquelle coule plutôt vers le nord-est, en traversant Saint-Stanislas-de-Kostka, Saint-Louis-de-Gonzague, Saint-Étienne-de-Beauharnoiset Beauharnois où elle se déverse dans le fleuve Saint-Laurent. Ces deux rivières prennent leur source commune d'une zone de marais située au sud du village de Sainte-Barbe. Le ruisseau Donohoe draine la zone Est du marais et le ruisseau Cowan la zone Sud.
La rivière La Guerre coule en zones agricoles d'abord vers le sud-ouest, vers l'ouest en contournant une zone de marais, puis vers le nord-ouest jusqu'à son embouchure. Son affluent le plus important est la branche ouest.
Après avoir traversé la route 132, la rivière La Guerre se déverse dans la baie Saint-Anicet, à Saint-Anicet, sur la rive sud du lac Saint-François, à l'est du village de Saint-Anicet. Cette baie est située entre la Pointe Castagnier (à l'est) et la Pointe Dupuis (à l'ouest). L'embouchure de la rivière est situé face à la Pointe Mouillée et à l'embouchure de "Sutherland Creek" en Ontario.

## Toponymie
L'appellation de cette rivière figure sur les cartes géographiques depuis au moins les années 1950. Le nom de ce cours d'eau évoque l'œuvre de vie de "François Benoît dit Laguerre" qui, au tournant du XIXe siècle, faisait chantier le long de son cours.
Le toponyme Rivière La Guerre a été officialisé le 5 janvier 1984 à la Commission de toponymie du Québec.